# Nowoje Kuprino
Nowoje Kuprino (ros. Новое Куприно) – wieś (ros. деревня, trb. dieriewnia) w zachodniej Rosji, w osiedlu wiejskim Gniozdowskoje rejonu smoleńskiego w obwodzie smoleńskim.

## Geografia
Miejscowość położona jest nad jeziorem Kuprinskoje, 3,5 km od drogi magistralnej M1 «Białoruś», 10 km od centrum administracyjnego osiedla wiejskiego Nowyje Batieki, 23 km na zachód od Smoleńska.
W granicach miejscowości znajduje się przystanek kolejowy Kuprino oraz ulice: Kołchoznaja, Komissarowskaja, Ługowaja, Parkowaja, Stroitielnaja, Sołowjinyj pierieułok, Szkolnaja, Tichaja, Żeleznodorożnaja.

## Demografia
W 2010 r. miejscowość zamieszkiwało 107 osób.